# قوس كهربائي

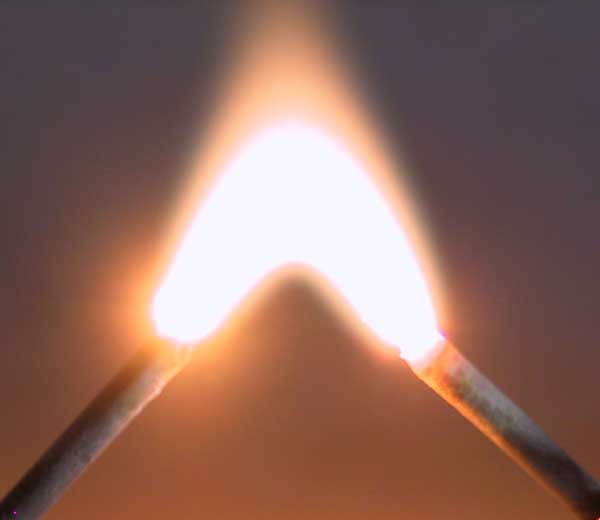
تقوس كهربي مقداره 3000 فولت بين ابرتين

القوس الكهربائي (بالإنجليزية: electric arc) أو قوس التفريغ (بالإنجليزية: arc discharge) يحدث بسبب انهيار العازلية الكهربائية للغاز المحيط محدثاً تفريغ متواصل يؤدي إلى سريان تيار كهربائي في وسط غير موصل كالهواء.
مفهوم (التقوس الكهربي) أو الانحناء الكهربي هو التعطيل الكهربي ولها عدة معاني. المصطلح يمكن يعبر عن فشل دائرة كهربية أو نظام مما يترتب عليه فشل بأداء الوظائف. وهذا يرجع إلى هبوط حاد بمقاومة العازل ويؤدي إلى شرارة تتحرك حول أو خلال العازل.قد تكون للحظة(كما عند فقد الشحنة الكتروستاتيك) أو بما تؤدي إلى انحناء فقد للشحنة متواصل إذا كانت أداة الحماية فشلت في قطع الكهرباء في الدوائر الكبيرة.
والقوس الكهربي كما فهمنا هو التعطيل الكهربي وبالغازات يسبب بما يسمى التفريغ البلازمي ويشبه الشرارة وينتج من تيار يسبح خلال مجال غير موصل كالهواء, وهذه الظاهرة وصفت أول مرة عن طريق العالم الروسي بيتروف الذي اكتشفها عام 1802. المصطلح التقوس الفولتي أو كما استخدمت بالعبارة إنارة التقوس الفولتي.

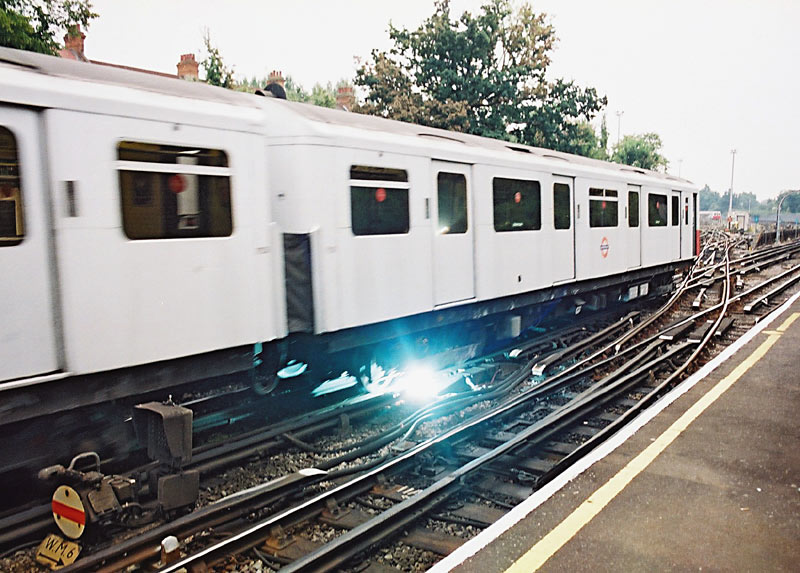
تقوس كهربي ما بين الحذاء والخط الحديدي تحت قطار احدى محطات لندن

## نظرة عامة
أشكال كثيرة من التقوس الكهربي لها صفاتها الخاصة من النماذج الغير مستقيمة من التيار والمجالات الكهربية. التقوس يحدث بالمجال المشبع بالغاز بين قطبين موصلين(عادة يكون من كربون)وبحرارة مرتفعة جدا يكون قادر على لإذابة أو تبخير معظم المواد. التقوس الكهربي هو تفريغ مستمر, بينما الشرارة الكهربية فتفريغها لحظي. التفريغ الكهربي يحصل بالتيار الكهربي المستمر أو المتردد. التقوس الكهربي يختلف من تفريغ الوهج لتيار كثافته عالية نسبيا وهبوط الجهد قليل خلال التقوس, عند الكاثود السالب يكون التيار مساوي لمليون امبير لسنتيمتر مكعب.

## استخداماته
بالمجال الصناعي التقوس يستعمل باللحيم والقطع البلازمي ولها مكائن خاصة ولها مجالات عديدة بالحياة، مثل المصابيح القوسية التي تستخدم بشاشات العرض السينمائي (movie projectors), أو التي تستخدم بالإنارة, وهناك أفران التقوس الكهربي والتي تستخدم لإنتاج الحديد وغيرها من المواد ككربيد الكالسيوم والذي يتطلب طاقة عالية لينتج تفاعل ماص للحرارة وتكون درجة الحرارة 2500 مئوي.
التقوس الكهربي ذو ضغط منخفض يستخدم للإضاءة مثل مصابيح الفلورسنت والمصابيح الزئبق أو الصوديوم لإنارة الشوارع وفلاش الكاميرات. هناك دراسة جدية لاستخدام القوس الكهربي لإنتاج الدفع الكهربي لصواريخ الفضاء.

## التقوس غير المطلوب
التقوس الكهربي غير المرغوب به أو غير مطلوب يكون له تأثير ضار على نقل وتوزيع القدرة الكهربية والأنظمة والمواد الإلكترونية. تلك التقوسات غير المرغوبة قد تمنع بواسطة أجهزة كثيرة من الوصول للموصلات الكهربية ومنها:
- غمسها بالزيت أو غاز خامل أو فراغ.
- فيوز أو الصاهر (circuit breaker)
- موصل كهربي (contactor)

بالقوس الكهربي العلاقة عكسية ما بين التيار وفرق الجهد. فمجرد حصول التقوس (يكون إما عن طريق تفريغ الوهج أو تلامس قضيبين كهربيين ثم فصلهما) فالذي يحصل هو ازدياد التيار مسببا خفض بفرق الجهد بين القضيبين, وهو يسبب بخفض كبير بالمقاومة. هذه الخصائص هي السبب لعدم ضبط التقوس الكهربي بالمعدات التي قد تصبح تالفة. لذا بلحظة عمل التقوس فإن ذلك سيجلب التيار أكثر وأكثر من جهد ثابت حتى يتلف الجهاز.

## وصلات خارجية
- صور غير عادية عن التقوس